# مادریپور صدار
مادریپور صدار (به لاتین: Madaripur Sadar) یک منطقهٔ مسکونی در بنگلادش است که در ناحیه مداری‌پور واقع شده‌است. مادریپور صدار ۲۸۳٫۱۴ کیلومتر مربع مساحت و ۳۴۵٬۷۶۴ نفر جمعیت دارد.